# Greg Halford
Gregory Halford, detto Greg (Chelmsford, 8 dicembre 1984), è un calciatore inglese, difensore del Bishop Auckland in prestito dai Blyth Spartans.

## Carriera

### Club
Ha giocato nella prima divisione inglese, in quella scozzese ed in quella irlandese, oltre che nella seconda divisione inglese.

### Nazionale
Ha giocato nella nazionale inglese Under-20.

## Palmarès

### Club

#### Competizioni nazionali
- Isthmian League North Division: 1

Hashtag United: 2022-2023